# 约瑟夫·达维尔马尔·泰奥多尔
约瑟夫·達维爾馬爾·泰奥多爾（法語：Joseph Davilmar Théodore，法語發音：[ʒozɛf davilmaʁ teɔdɔʁ]；1847年—1917年1月13日），海地軍人政治家，曾在1914年11月7日至1915年2月22日出任總統。
他生於利貝泰堡，最初是一個軍人，後組織可可農在北方反對總統奧雷斯特·扎莫爾。但在叛亂成功後因未能履行承諾在成為總統4個半月後被讓-維布倫·紀堯姆·桑推翻。